# Ріпкинська вулиця
Ріпкинська вулиця — вулиця в Новозаводському районі міста Чернігів. Пролягає від Любецької вулиці до вулиці Тероборони.
Примикає вулиця Старобілоуська.

## Історія
Ріпкинська вулиця — на честь смт Ріпки — прокладена на місці дороги на Старий Білоус після включення Подусівки до міста Чернігів в 1955 році. У 1950-ті роки ділянка на захід від Любецької вулиці до залізничної лінії почала забудовуватися промисловими підприємствами, на Ріпкинській вулиці були розміщені склади та бази.
2 листопада 1970 року вулиця по всій довжині стала ділянкою нового тролейбусного маршруту № 5, зв'язавши Подусівку з Виробничим об'єднанням «Хімволокно». Потім маршрут кілька разів змінювався, де кінцевою зупинкою були Готель «Україна» та Центральний ринок (через площу Перемоги), зараз — Залізничний вокзал.

## Забудова
Вулиця пролягає в західному напрямку до залізничної лінії Чернігів — Горностаївка, дійшовши до якої переходить на вулицю Тероборони. Початок вулиці непарна сторона зайнята багатоповерховою житловою (по одному 4-поверховому та 5-поверховому будинку) забудовою, парна — територією школи № 13 (Любецька, 40). Більшість вулиці зайнята територією баз постачання та складів, установами обслуговування.